# Sigøjnernes holocaust... 3 vidneudsagn
|  | Denne artikel er oprettet af botten PalnaBot ud fra en ekstern database. Den kan derfor have sproglige fejl eller mangler. Denne skabelon kan fjernes efter kontrol af indholdet. |

Sigøjnernes holocaust... 3 vidneudsagn er en film instrueret af Fritz Pedersen efter eget manuskript.

## Handling
Emilio Kozhikow, Milos Karoli og Franz Josef Czardas har det til fælles, at de er sigøjnere, og at de har overlevet nazisternes udryddelseslejre under Anden Verdenskrig. Stille og gribende fortæller de om ufattelige lidelser og umenneskelige forhold. Og om bestialske henrettelser. Men også om vilje og styrke. Med mange stillbilleder fra kz-lejrene og et eksempel fra en tjekkisk novellefilm bevæger filmen sig også fra det personlige til det almene, bliver et rekviem over et helt folks skæbne og har en kommentar til sigøjnernes vilkår i dag.